# Franz Linke

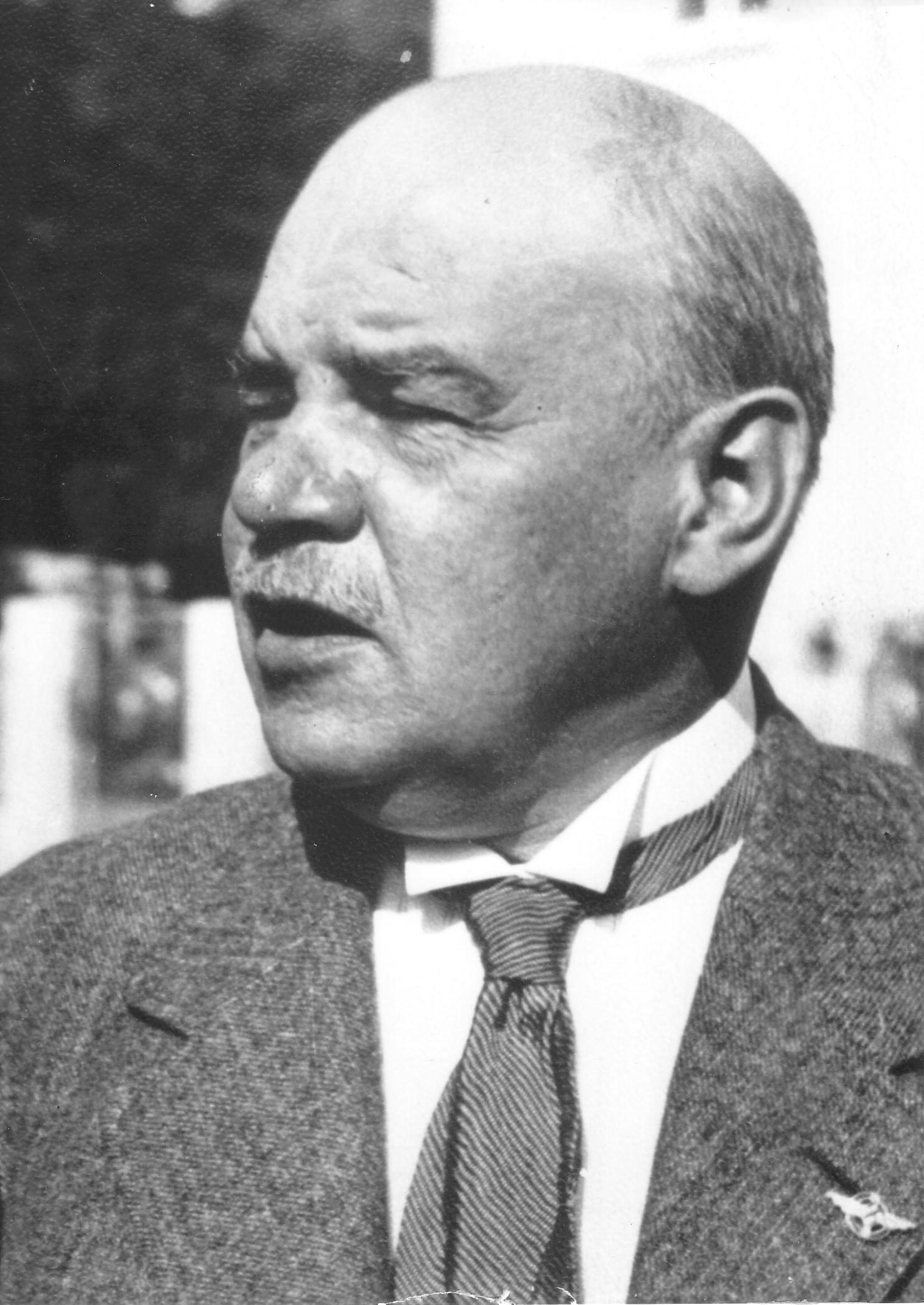
Franz Linke

Karl Wilhelm Franz Linke (* 4. Januar 1878 in Helmstedt; † 23. März 1944 in Frankfurt am Main) war ein deutscher Geophysiker und Meteorologe.

## Leben
Franz Linke war das älteste von drei Kindern des Helmstedter Landwirts August Linke (1842–1915) und dessen Ehefrau Margarete (1857–1947), geborene Hoepner. Nach dem Studium in Leipzig, München, Berlin und Göttingen wurde Linke 1900 Assistent Richard Börnsteins an der Landwirtschaftlichen Hochschule Berlin. Schon zu dieser Zeit war er ein leidenschaftlicher Ballonfahrer. 1901 promovierte er bei Wilhelm von Bezold in Berlin. Der Titel seiner Dissertationsschrift lautete: Messungen elektrischer Potentialdifferenzen vermittels Kollektoren im Ballon und auf der Erde. Mit seinen luftelektrischen Messungen setzte Linke die Studien Börnsteins fort, die dieser während der wissenschaftlichen Luftfahrten des Berliner Vereins zur Förderung der Luftschifffahrt in den 1890er Jahren durchgeführt hatte. Am 1. Februar 1902 verunglückte Linke mit dem Ballon Berson bei einer Sturmlandung auf gefrorenem Boden, blieb aber fast unverletzt, während der Ballonführer Hans Bartsch von Sigsfeld den Tod fand.
Nach einer Tätigkeit am Meteorologisch-Magnetischen Observatorium Potsdam wechselte Linke 1902 zu Emil Wiechert ans Geophysikalische Institut Göttingen. Hier beschäftigte er sich auch mit seismischen und erdmagnetischen Studien. 1905 wurde er zum Leiter des Deutschen Samoa-Observatoriums in Apia berufen. Er folgte in dieser Position Otto Tetens, der das Observatorium seit 1902 aufgebaut hatte. Eine Reihe erdmagnetischer, seismischer und meteorologischer Arbeiten wurden von Linke in den Ergebnissen der Arbeiten des Samoa-Observatoriums, herausgegeben von der Göttinger Gesellschaft der Wissenschaften, publiziert.
1908 kehrte Linke aus Samoa zurück und wurde Dozent beim Physikalischen Verein Frankfurt am Main. Er löste Kurt Wegener als Leiter des Meteorologischen Instituts ab, der im Austausch die Leitung des Samoa-Observatoriums übernahm. Linke leitete das Institut bis zu seinem Tod im Jahre 1944. Bereits 1906 hatte der Verein einen Freiballon für aerologische Untersuchungen angeschafft, mit dem Linke seine Ballonfahrten wieder aufnehmen konnte. 1908 war er Mitbegründer des Frankfurter Vereins für Luftfahrt. Während der Internationalen Luftschiffahrt-Ausstellung (ILA) vom 10. Juli bis 17. Oktober 1909 in Frankfurt am Main organisierte Linke den ersten Flugwetterdienst der Welt.
1910 gelang es Linke, einen wesentlichen Ausbau des Meteorologischen Instituts zu initiieren. Zur Beobachtung des Halleyschen Kometen wurde eine vorläufige Beobachtungsstation im Taunus errichtet. Eine großzügige Stiftung ermöglichte anschließend den Bau eines ständigen aerologischen und geophysikalischen Observatoriums auf dem Kleinen Feldberg, das 1913 eingeweiht wurde. 1917 übernahm Linke die Leitung des zwischenzeitlich zur Heereswetterwarte umgewandelten Observatoriums, das um eine Drachenstation erweitert worden war.
Als Ballonaufstiege nach dem Ersten Weltkrieg schwer zu finanzieren waren, konzentrierte Linke seine Forschungen auf das Gebiet der Sonnen- und Himmelsstrahlung, wo er und seine Mitarbeiter in der Folgezeiten bedeutende Erfolge erzielten. 1922 führte er den Trübungsfaktor T ein, der die Reinheit der Erdatmosphäre beschreibt und bis heute benutzt wird. Die Brauchbarkeit des Konzepts bewies er auf zwei Expeditionen nach Argentinien 1923 und zur Beobachtung der totalen Sonnenfinsternis 1927 nach Nordnorwegen. Linke führte 1928 eine Blauskala für die Abschätzung der Himmelsfärbung ein. Zur Strahlungsmessung erfand er das Panzeraktinometer und das Sternpyranometer.
Ende der 1920er Jahre wandte Linke sich verstärkt biometeorologischen Fragestellungen zu. Er klassifizierte verschiedene Luftkörper nach ihrer Herkunft und ihren thermischen und hygrischen Eigenschaften sowie ihrer Wirkung auf den menschlichen Organismus. Er beschäftigte sich mit dem Wärmehaushalt des menschlichen Körpers, wofür er am Institut eigens eine beheiz- und kühlbare ventilierte Klimakammer einrichten ließ. Weitere Themen waren das Wohn- und das Kurortklima. 1934 gründete er mit Wilhelm Matthäus Schmidt die Bioklimatischen Beiblätter der Meteorologischen Zeitschrift. Im Jahr 1934 wurde er zum Mitglied der Leopoldina gewählt.
1932 forderte Linke in einer Denkschrift die Schaffung eines zentralen deutschen Wetterdienstes als notwendige Voraussetzung für einen regelmäßigen Luftverkehr. Zwei Jahre später wurde das Reichsamt für Wetterdienst gegründet.
Am 23. März 1944 starb Franz Linke nach einem Luftangriff der Alliierten auf Frankfurt am Main.
Franz Linke war seit dem 13. Dezember 1912 verheiratet mit Maria Margarete Schaeidt (1886–1971), der Tochter eines Tabakfabrikanten in Trier. Das Paar hatte drei Kinder. Beide Söhne fielen 1944.
Er war Mitglied beim Verein Deutscher Studenten Frankfurt am Main.

## Werke (Auswahl)
- Moderne Luftschiffahrt, A. Schall, Berlin 1903.
- Luftelektrische Messungen bei zwölf Ballonfahrten. In:  Abhandlungen d. Königl. Ges. d. Wissensch. zu Göttingen (NF) 3(5), 1904, S. 1–90
- Aeronautische Meteorologie, 2 Bände, F. B. Auffarth, Frankfurt a. Main 1911.
- Die meteorologische Ausbildung des Fliegers, R. Oldenbourg, München und Berlin 1913.
- Transmissions-Koeffizient und Trübungsfaktor. In: Phys. Atmos. 10, 1922, S. 91–103.
- mit Karl Boda: Vorschläge zur Berechnung des Trübungsgrades der Atmosphäre aus den Messungen der Intensität der Sonnenstrahlung. In: Meteorol. Zeitschrift 39, 1922, S. 161ff.
- mit J. Clößner: Der wetterkundliche Unterricht. Ein systematischer Lehrgang. M. Diesterweg, Frankfurt am Main 1925.
- Meteorologisches Taschenbuch. 3 Bände, Akad. Verlagsgesellschaft, Leipzig 1931.
- Die physikalischen Grundlagen der Bioklimatologie. In:  Archives of Gynecology and Obstetrics 161, 1936, S. 307–316.